# روبرت كيجان
روبرت كيجان (مواليد 24 أغسطس 1946) عالم نفس نمو أمريكي. وهو طبيب نفسي مرخص ومعالج نفسي ممارس، يُلقي محاضرات لجمهور من المهنيين والهواة، ويُقدم استشارات في مجال التطوير المهني وتطوير المؤسسات.